# Rosi Braidotti
Rosi Braidotti (Latisana, 28 de septiembre de 1954) es una filósofa y teórica feminista contemporánea italo-australiana.

## Trayectoria
Nació en Italia y creció en Australia –tiene doble nacionalidad– donde se graduó en la Universidad Nacional australiana en Camberra en 1977 y le otorgaron la Medalla Universitaria en Filosofía y el premio Universitario Tillyard.  Braidotti se trasladó a la Sorbonne para hacer su tesis doctoral, donde se graduó en filosofía en 1981. Desde 1988 es profesora de la Universidad de Utrecht en los Países Bajos  profesora fundadora de los estudios de mujeres.  En 1995 fue Directora fundadora de la escuela holandesa de estudios de las mujeres, puesto en el que estuvo hasta el 2005. Braidotti es pionera en los Estudios Europeos de las Mujeres:  funda la inter-universidad SOCRATES red NOISE y la Red Temática de Estudios de mujeres ATHENA, que dirige desde 2005. Fue profesora visitante en la Fundación Leverhulme Birkbeck College en 2005-6 ; profesora en el Instituto Universitario Europeo Jean Monnet de Florencia en 2002-3 y miembro de la escuela de Ciencias Sociales en el Instituto de Estudios Avanzados de Princeton durante 1994. Braidotti actualmente es Profesora Distinguida en la Universidad de Utrecht y directora fundadora del Centro para las Humanidades .

## Obra

### Publicaciones sobre la subjetividad
Las publicaciones de Braidotti se ubican dentro de la filosofía continental, en la intersección con teoría social y política, política cultural, género, estudios étnicos y teoría feminista. El núcleo de su trabajo interdisciplinario consta de cuatro monografías interrelacionadas en la constitución de una subjetividad contemporánea, con un énfasis especial en el concepto de diferencia dentro de la historia de filosofía europea y la teoría política. Su proyecto filosófico investiga el cómo pensar la diferencia de una forma positiva, que conlleva implícitamente moverse dentro de una dialéctica opuestos y negando así la noción de similitud.
Esto se evidencia en la agenda filosófica incluida en su primer libro Patrones de Disonancia: Un Ensayo sobre las mujeres en la filosofía Francesa Contemporánea, 1991, el cual se desarrolla en la trilogía que le sigue. En el siguiente libro, Temas Nómadas: Encarnación y Diferencia en Teoría Feminista Contemporánea, 1994, la cuestión está formulada en plazos más concretos: puede el género, la etnia, las diferencias culturales o diferencias europeas ser entendidas fuera de la camisa de fuerza de la jerarquía y oposición dicotómica? Por ello el volumen siguiente, Metamorfosis: Hacia una Teoría Materialista de Devenir, 2002, analiza no solo las diferencias de género, sino las distinciones dicotómicas entre el yo y el otro, europeo y extranjero, humano y no humano (animal/ medioambiental/ tecnológicos otros).
La conclusión es que una ambivalencia sistemática estructura representaciones culturales contemporáneas de la globalización, mediadas tecnológicamente, mezclados étnicamente, el mundo consciente del género que ahora habitamos. La cuestión será que se toma para la producción de representaciones culturales y políticas adecuadas a un mundo cambiante que se acerca a la noción de Spinoza sobre el entendimiento adecuado.
La dimensión ética de Braidotti en la diferencia esta recogida en el último volumen de la trilogía, Transposiciones: En Nómada Ethics, 2006. En este ella estudia las diferentes aproximaciones éticas que pueden producirse tomando la diferencia y la diversidad como punto de referencia y concluir que hay mucho más ganado al romper con la creencia que la participación social, empatía moral y cohesión social sólo pueden ser producidas con base en un reconocimiento de igualdad.
Braidotti hace sujeto para una vista alternativa sobre subjetividad, ética, emancipación y diversidad de campos contra el riesgo del relativismos cultural postmodernista mientras también se posiciona en contra los principios de un individualismo liberal. Por medio de su trabajo, Braidotti afirma y demuestra la importancia de combinar preocupaciones teóricas con un compromiso serio a producir socialmente y políticamente becas que contribuyan a cambiar en el mundo. La producción de Braidotti también ha sido incluida en muchos volúmenes editados. Su trabajo se ha traducido en 19 lenguas y sus principales los libros en al menos tres lenguas diferente al inglés.

### El Posthumano
En su obra, Lo Posthumano (Polity Prensa, 2013) ofrece al mismo tiempo una introducción y contribución importante a debates contemporáneos. Cuando la distinción tradicional entre lo humano y su otros ha empañado, exponiendo la estructura no naturalista del humano, "El Posthumano" inicia por explorar la extensión hacía que poshumanista movimiento desplaza la unidad humanística tradicional del sujeto. Más que percibir esta situación como una pérdida de cognitivo y moral de autodenominación, Braidotti argumenta que el posthumano nos ayuda a dar sentido a nuestras identidades flexibles y múltiples.
Braidotti entonces analiza el efecto en escalada del pensamiento post- antropocentrico, el cual no solo abarca a otras especies, sino que también la sosteniblidad de nuestro planeta en su totalidad. Debido a las economías de mercado contemporáneas se benefician de control y comercialización de todo lo que vive, que dan lugar a la hibridación, borrando las distinciones categóricas entre los humanos y otras especies, semillas, plantas, animales y bacterias .Estas dislocaciones inducidos por las culturas y las economías globalizadas permiten a una crítica del antropocentrismo, pero el grado de fiabilidad que son como indicadores de un futuro sostenible?
"El Posthumano" concluye por considerar las implicaciones de estos cambios para la práctica institucional de las humanidades. Braidotti perfila formas nuevas de neo-humanismo cosmopolita que emerge del espectro de estudios post coloniales, así como análisis de género y ecologismo. El reto de la condición posthumana consiste en tomar las oportunidades para crear vinculaciones nuevas fortaleciendo la estructura comunitaria, para promover la sostenibilidad y el empoderamiento.
En 2011 Braidotti publicó dos libros nuevos: la edición renovada y revisada de la colección y Temas Nómadas de ensayos Teoría Nómada. El Portátil Rosi Braidotti. La colección proporciona una introducción al núcleo de la teoría nómada de Braidotti y sus formulaciones innovadoras, los cuales comprometen con Gilles Deleuze, Michel Foucault, Luce Irigaray, y un anfitrión de asuntos políticos y culturales. Arregló temáticamente, los ensayos empiezan con tales conceptos como diferencia sexual y subjetividad encarnada y seguir con exploraciones en technosciencia, feminismo, ciudadanía postsecular y la política de afirmación.
Influenciada por filósofos como Gilles Deleuze y especialmente por la pensadora feminista francesa Luce Irigaray, Braidotti ha traído el feminismo postmoderno a la Edad de Información con sus consideraciones de ciberespacio, prótesis, y el materialidad de la diferencia.  Braidotti también considera qué las ideas de diferencia de género pueden afectar nuestro sentido de división animal/humano y la máquina/humana. Braidotti ha sido pionera en perspectivas europeas de práctica y filosofía feminista y ha influido en la tercera-ola como en feminismos post seculares].

## Premios y reconocimientos
El 3 de marzo de 2005, Braidotti recibía la mención de Real Knighthood de Reina Beatrix de Holanda; en agosto de 2006 recibe la Medalla Universitaria de la Universidad de Lodz en Polonia y le fue otorgado un Grado Honorífico en Filosofía por la Universidad Helsinki en mayo de 2007. En 2009,  es elegida Socia Honorífica de la Academia australiana de las Humanidades. Desde 2009 es miembro del cuadro de CHCI (Consorcio de Centro de Humanidades e Institutos). En 2013 recibe un Grado Honorífico en Filosofía por la Universidad Linköping Universidad en Suecia.

### Libros
- 2013, El Posthuman. Cambridge, Polity Prensa.
- 2011b, Teoría Nómada. El Portátil Rosi Braidotti, Nueva York: Columbia Prensa Universitaria, pp. 416.
- 2011un, Temas Nómadas. Embodiment Y Diferencia Sexual en Teoría Feminista Contemporánea, Segunda Edición, Nueva York: Columbia Prensa Universitaria, pp. 334.
- 2009, La philosophie, là où en ne l'atender pas, París: Larousse, pp. 286.
- 2007, Egy nomád térképei. Feminizmus Un posztmodern után, Budapest: Balassi Kiado, pp. 137.
- 2006, Transposiciones: En Nómada Ethics, Cambridge: Polity Prensa pp. 304.
- 2004, Feminismo, diferencia sexual y subjetividad nómade, Barcelona: Gedisa, pp. 234.
- 2004, Op doorreis: nomadisch denken en de 21ste eeuw, Ámsterdam: Boom, pp. 298.
- 2003, Baby Boomers: Vite parallele dagli anni Cinquanta ai cinquant'anni, Florence: Giunti, pp. 191.
- 2002, Metamorfosis: Hacia una Teoría Materialista de Devenir, Cambridge: Polity Prensa, pp. 317.
- 2002, Nuovi soggetti nomadi, Roma: Luca Sossella editore, pp. 201.
- 1996, Madri, Mostri e Macchine, Roma: Manifesto Libri, Con postface por Anna Maria Crispino. Segunda edición, revisado y ampliado, 2005.
- 1994, Temas Nómadas. Embodiment Y diferencia Sexual en Teoría Feminista Contemporánea. Cambridge: Columbia Prensa universitaria, pp. 326.
- 1994, Co-authored con Ewa Charkiewicz, Sabine Hausler y Saskia Wieringa: Mujeres, el Entorno y Desarrollo Sostenible. Hacia una Síntesis Teórica, Londres: Zed Libros, pp. 220.
- 1991, Patrones de Disonancia: un Ensayo en Mujeres en Contemporáneos franceses Philo¬sophy,: Cambridge: Polity Prensa; EE.UU.: Routledge, pp. 316. Segunda edición: 1996.

### Volúmenes
- (Ed. Con Paul Gilroy) Chocando Humanidades, Londres: Bloomsbury, 2016.
- (Ed. Con Rick Dolphijn) Este Deleuzian Siglo, Leiden: Brill, 2015.
- (Ed. Con Patrick Hanafin y Bolette Blaagaard) Después de que Cosmopolitanism, Nueva York: Routledge, 2012, pp. 188.
- (Ed. Con Patricia Pisters) Revisiting Normativity con Deleuze, Londres y Nueva York: Continuum, 2012, pp. 238.
- La Historia de Volumen de Filosofía Continental 7, Durham: Acumen, 2010, pp. 398.
- (Ed. Con Claire Colebrook y Patrick Hanafin) Deleuze y Ley. Futuros forenses, Londres: Palgrave Macmillan, 2009, pp. 212.
- (Ed. Con Claire Colebrook) edición especial de Estudios Feministas australianos, encima: "Feminista Timelines', Routledge Volumen 24 Asunto 59, 2009, pp. 142.
- (Ed. Con Charles Esche y Maria Hlavajova) Ciudadanos y Temas: El Netherlands, por ejemplo, Catálogo de Lector/Crítico para el Pabellón holandés en el Biennale en Venice, 2007 Utrecht: BAK y Zúrich: JRP, pp. 334.
- (Ed. Con Gabriele Griffin) Pensando De manera diferente: un Lector en los estudios de las mujeres europeas, Nueva York / de Londres: Zed Libros, 2002, pp. 405.
- (Ed. Con Nina Lykke) Entre Monstruos, Diosas y Cyborgs. Confrontaciones feministas Con Ciencia, Medicina y Ciberespacio.Londres: Zed Libros, 1996, pp. 260.
- (Ed. Con Gloria Wekker) Praten en het donker. Multiculturalisme en anti-racisme En feministisch perspectief. Kampen: Kok Ágora, 1996, pp. 170.
- Poste restante. Feministische berichten aan het postmoderne. Kampen: Kok Ágora, 1994, pp. 157.
- (Ed. Con Suzette Haaksma), Ik denk dus zij es; De vrouwelijke intellectueel en literair en historisch perspectief, Kampen: Kok Ágora, 1994, pp. 199.
- Een beeld vaneen vrouw. De visualisering van het vrouwelijke en een postmoderne cultuur, Kampen: Kok Ágora, 1993, pp. 188.
- Editor de huésped "asunto Especial: los estudios de las mujeres en la Universidad de Utrecht". «Special issue: Women's Studies at the University of Utrecht». Women's Studies International Forum (ScienceDirect) 16 (4). julio–agosto de 1993.
- Editor de huésped "asunto Especial: De la parenté à l'eugénisme". «Special issue: De la parenté à l'eugénisme». Les Cahiers du Grif (en francés) (Persée: Revues Scientifiques) 36. 1987. (En francés) (Persée: Revues Scientifiques) 36. 1987.

### Traducciones

#### El/Lx Posthumanx
- Traducción turca: Insan Sonrasi, Estambul: Kolektif, 2014, pp. 240.
- Traducción alemana: Posthumanismus: Leben jenseits des Menschen, Nueva York/de Fráncfort: Campus, 2014, pp. 215.
- Traducción italiana: Il postumano. La vita oltre il sé, oltre la specie, oltre la morte, Roma: Deriva Approdi, 2014, pp. 256..
- Traducción polaca: Po człowieku, Warszawa: Wydawnictwo Naukowe PWN SA, 2014, pp. 380.

#### Transposiciones
- Traducción italiana: Trasposizioni. Sull'etica nomade, Roma: Luca Sosella Editore, 2008, pp. 343.
- Traducción española: Transposiciones, Barcelona: Gedisa, 2009, pp. 414.

#### Metamorfosis
- Traducción italiana: En Metamorfosi, Milano: Feltrinelli, 2003.
- Traducción española: Metamorfosis. Hacia una teoría materialista del devenir, Madrid: Akal Ediciones, 2005

#### Temas nómadas
- Traducción griega: Νομαδικά Yποκείμενα: Ενσωματότητα και έμφυλη διαφορά στη σύγχρονη φεμινιστική θεωρία, Atenas: Nissos, 2014.
- Traducción italiana: Soggetto Nomade, Roma: Donzelli, 1995.
- Traducción española: Sujetos Nómades Corporización y Diferencia Sexual en la Teoría Feminista Contemporánea, Buenos Aires, Barcelona, México: Paidos, 2000.
- Traducción a ruso de algunos extractos de Temas Nómadas: Embodiment y Diferencia Sexual en Teoría Feminista Contemporánea. En particular: "Introducción: Por Manera de Nomadismo" (pp. 13@–22) y capítulo 11: ‘los estudios de las mujeres y la política de Diferencia'(pp. 136@–163). En: Sergei Zherebkin (ed.) Antología en Teoría de Estudios de Género Occidental, II Volumen del textbook Introducción a Estudios de Género, San Petersburgo: Aleteia y Kharcov Centro para Estudios de Género, 2001. Traducido por Zaven Babloyan.
- Traducción portuguesa de capítulo 8: "Un diferença sexual como um proyecto político nómada" en: Genero, Identitade e Desejo. Antología Critica Femminismo Contemporáneo, Lisboa: Ediçoes Cotovia, 2002.
- Traducción coreana, ISBN 89-951903-8-8, 2005.
- Traducción rusa de capítulo 8: "Diferencia Sexual como Proyecto Político Nómada" en: Feminismo, Arte y Teoría. 1970-2000, Moscú: RosPen, 2005.
- Traducción polaca: Podmioty Nomadyczne. Ucieleśnienie Yo różnica seksualna w feminizmie współczesnym, Warszawa: Wydawnictwa Naukowe yo Profesjonalne, 2009.

## Entrevistas de vídeo y documentos
- 2014: 'El valor de las Humanidades', tráiler - ValueMedia.
- 2014: 'Indebted Ciudadanía: Rosi Braidotti encima crisis, capital y austeridad' - Entrevista de Vídeo por Andrea Mura.
- 2014: oggettività nomadi e vie di fuga postumane': il vídeo dell'incontro con Rosi Braidotti - Universitario de Bologna.
- 2013: Por qué Asuntos de Asunto? - Bern Universidad.
- 2011: 'Disturbios de Londres. Una conversación entre Rosi Braidotti y Paul Gilroy' - Universidad de Utrecht
- 2011: Intervista un Rosi Braidotti - entrevista de Vídeo por Associazione ASIA.
- 2010: 'En Conversación con Rosi Braidotti' - El Proyecto de Paz Perpetuo, dirigido por Laura Hanna de Producciones de Conductor Escondido, Alexandra Lerman de ScribeMedia Cultura de Artes, y Aaron Leva del Slought Fundación.
- 2010: 'Qué es arriba con Género' Universidad de Utrecht Documental, entrevistas de vídeo por Malos Brya.
- 2009: Característica-película de longitud liberó tan DVD en Braidotti vida y trabajo por Andrea Mascotaõ y productor húngaro Ilona Hernádi. Primatv Producción.
- 2008: Vídeo-Intervista un Rosi Braidotti - entrevista de Vídeo por Annamaria Tagliavini, Servidor Donne.

## Entrevistas
- 2015, 'Rosi Braidotti' microcosm' - BAUTIZAR, entrevista por Ivar Pel.
- 2014, Energía Tomada prestado Archivado el 25 de febrero de 2016 en Wayback Machine. - frieze, entrevista por Timotheus Vermeulen.
- 2013, 'Een sublieme uitdaging voor onze generatie' - Groene Amsterdammer, entrevista por Marja Pruis.
- 2011, 'Ik ben een correo-mens, dus ik ben' - [human.nl Humano].
- 2009, Vrouwelijke hoogleraren : Het academische glazen plafond - Weekbladpers Tijdschriften Archivado el 27 de febrero de 2021 en Wayback Machine., entrevista por Padu Boerstra.
- 2009, Rondgang : Hooggeleerde vrouwen nu / De tien beste van Nederland - Weekbladpers Tijdschriften Archivado el 27 de febrero de 2021 en Wayback Machine., entrevista por Padu Boerstra, Carolina Lo Galbo, Maurits Martijn en Tomas Vanheste.
- 2008, Deleuze, Feminismo, y la Unión Europea Nueva: Una Entrevista con Rosi Braidotti - [transit.berkeley.edu/ Transit] 4(1), entrevista por Pascale LaFountain.
- 2008, 'Europa no nos hace sueño' - Traducir, entrevista por Rutvica Andrijašević.
- 2008, 'Ook als er coche' branden en Overvecht moet de universiteit zich laten horen': Hoogleraar Rosi Braidotti werkt conoció Centro para Humanidades aan meer dynamiek en de faculteit Geesteswetenschappen, BAUTIZA, entrevista por Xander Bronkhorst.

## Conferencias
- 2015, Keynote Conferencia - Deleuze y Guattari Conferencia, Ciudad del Cabo, Sudáfrica.
- 2015, Keynote Conferencia - Posthumanism y Conferencia de Sociedad, Nueva York.
- 2015, Posthuman, todo demasiado Humano? Una Cartografía Política Cultural - Universitario de Londres Del este.
- 2015, The Evolving World of the Posthuman Encounter with Rosi Braidotti. Lecture: What do posthuman subjects dream about? Rosi Braidotti. Museo Reina Sofía. Madrid.
- 2014, Vitalismo @– Materia - Affermazione - Universitario de Bologna.
- 2014, Pensando como Nómada @Subject - ICI Berlín.
- 2014, Crítico Posthumanism: keynote conferencia - Allende la conferencia Humana Archivado el 21 de noviembre de 2015 en Wayback Machine., Jawaharlal Nehru Universidad, Nueva Delhi, India.

## Rendimientos
- 2015, Música, Fármacos y Emancipación: En Bach Café Cantate - Eventalk Serie, Festival de Música Temprana, Utrecht.
- 2014, Punk Mujeres y Disturbio Grrls - Primer Simposio de Cena, Oslo, Noruega.